# Callicore lyca
Callicore lyca es una especie de lepidóptero perteneciente a la familia Nymphalidae. Es originario desde el sur de México hasta Perú.

## Subespecies
Tiene las siguientes especies reconocidas:
- C. l. lyca en México
- C. l. mionina (Hewitson, 1855) en Colombia
- C. l. aegina (C. & R. Felder, 1861) en México y  Colombia
- C. l. salamis (C. & R. Felder, 1862)
- C. l. aerias (Godman & Salvin, 1883) en Guatemala, Nicaragua, Costa Rica, Panamá
- C. l. mena (Staudinger, 1886) en Perú
- C. l. odilia (Oberthür, 1916) en Colombia
- C. l. exultans (Fruhstorfer, 1916) en Bolivia
- C. l. bella (Röber, 1924) en Colombia
- C. l. sticheli (Dillon, 1948) en Colombia

## Galería

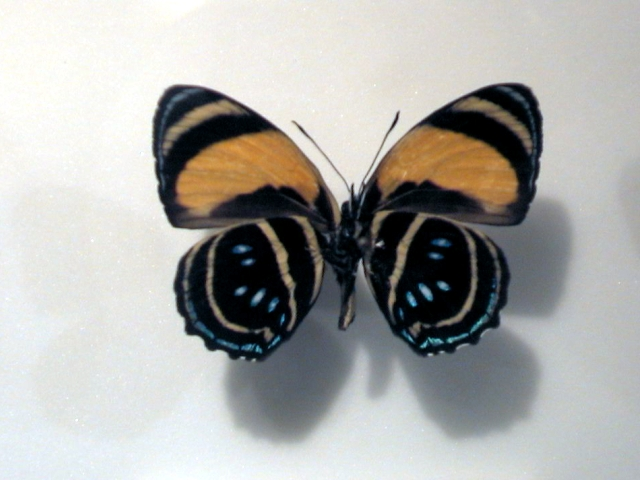
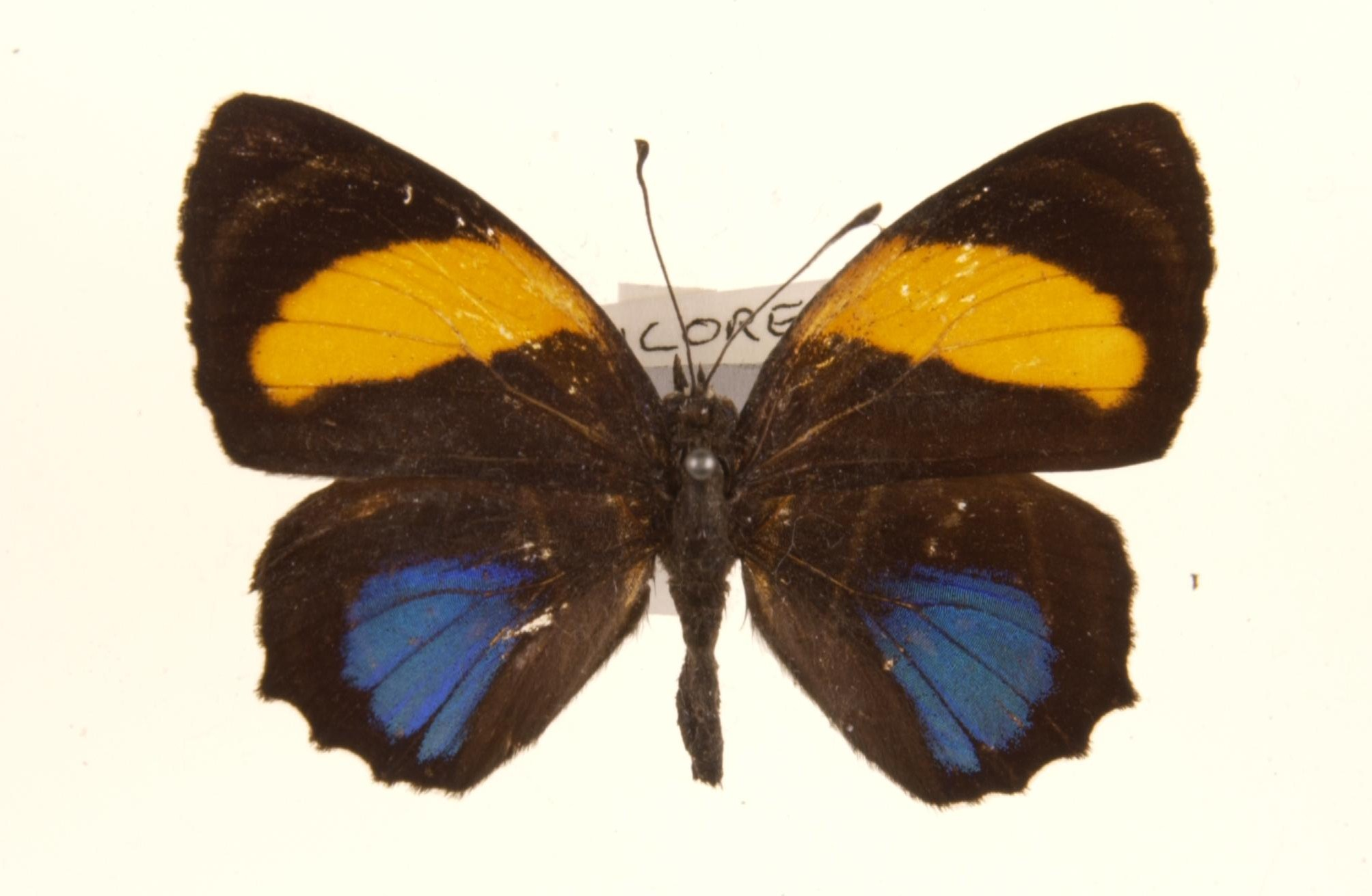
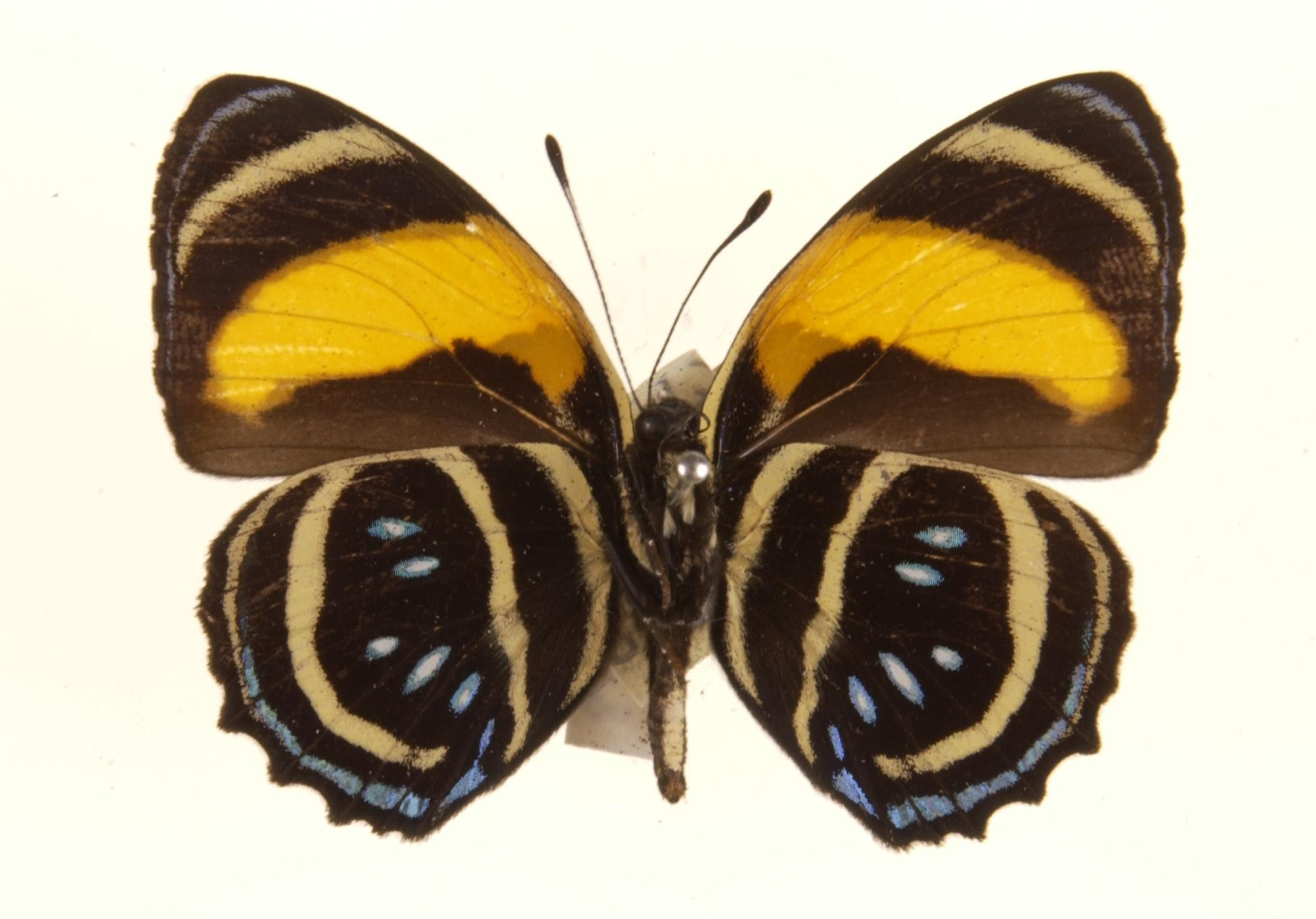